# Père Joseph (fromage)
Pour les articles homonymes, voir Père Joseph.
Le Père Joseph est un fromage belge d'abbaye à croûte brune, d'origine flamande (sud de la province de Flandre-Occidentale). Son goût est lié à sa maturation naturelle. 

## Description
Le père Joseph est un fromage d'abbaye comme on en trouve beaucoup en Belgique, il est originaire de Flandres. Fabriqué à partir de lait pasteurisé de vache, à croûte typique d'un brun foncé, son goût entier et son arôme frais sont dus à la maturation naturelle. C'est un fromage très doux, de la famille du Passendale, très peu salé et recommandé dans certains régimes alimentaires.
La marque « Père Joseph » est déposée.